# 北河內站 (德島縣)
北河內站（日语：／ Kitagawachi eki */?）是位於日本德島縣海部郡美波町北河內本村，隸屬於四國旅客鐵道（JR四國）的鐵路車站。車站編號為M20。本站只停靠普通列車。

## 車站結構
本站曾設有站房，
但和山河內站及予土線沿線的部份車站一樣，因乘客人數偏低、無人化令站房日久失修等原因而遭拆除，並在月台末端往木岐站方向興建有蓋的候車亭，變成簡易車站模式。而站房拆卸後已用混凝土整新整理。
站內設有側式月台1個，列車無法在此交換。有效長度為4輛。當列車停站時往牟岐站方向為左側上落；往德島站方向為右側上落。本站在出入月台時原本依靠候車亭旁的月台末端斜道，2000年代初期進行改善工程，把斜道拉長而減低斜度，並加設轉彎位，將出入口面向路面以方便出入。而現時在側式車站旁邊仍可見到以前貨運月台的遺跡。

### 月台配置
| 路線    | 方向     | 目的地             |
| ------- | -------- | ------------------ |
| ■牟岐線 | （上行） | 德島方向           |
| ■牟岐線 | （下行） | 牟岐、阿波海南方向 |

## 歷史
- 1939年12月14日：開業，站名稱為「赤河內站」。[5]
- 1959年10月1日：貨物服務取消，站名更改為「北河內站」。
- 1987年4月1日: 日本國鐵分割民營化，車站的營運由JR四國繼承。

## 相鄰車站
四國旅客鐵道（JR四國）
■牟岐線
木岐（M19）－北河內（M20）－日和佐（M21）

## 外部連結
- JR四國北河內站